# Avgí
Avgí (Avgi, Brestani, Bresteni, Krya Nera) är en ort i Grekland.   Den ligger i prefekturen Nomós Kastoriás och regionen Västra Makedonien, i den norra delen av landet, 300 km nordväst om huvudstaden Aten. Avgí ligger 730 meter över havet och antalet invånare är 159.
Terrängen runt Avgí är kuperad söderut, men norrut är den platt. Runt Avgí är det ganska glesbefolkat, med 24 invånare per kvadratkilometer. Närmaste större samhälle är Kastoria, 11,0 km nordost om Avgí. Trakten runt Avgí består till största delen av jordbruksmark.